# Михайлівка (Ровеньківський район)
Михайлівка — селище в Україні, у Ровеньківській міській громаді Ровеньківського району Луганської області. Населення становить 3259 осіб (за станом на 2001 рік). Орган місцевого самоврядування — Михайлівська селищна рада.

## Населення

### Мова
Розподіл населення за рідною мовою за даними перепису 2001 року:
| Мова            | Кількість | Відсоток |
| --------------- | --------- | -------- |
| російська       | 2612      | 80.15%   |
| українська      | 641       | 19.67%   |
| білоруська      | 3         | 0.09%    |
| німецька        | 1         | 0.03%    |
| інші/не вказали | 2         | 0.06%    |
| Усього          | 3259      | 100%     |